# Жовте (Луганський район)
Жо́вте (Жовтий Яр, 9 рота) — село в Україні, у Луганській міській громаді Луганського району Луганської області. Населення становить 1312 осіб.

## Історія
Первинна назва — Жовтий Яр походить від назви балки Жовтий Яр.
1756 року тут була зоснована 5 рота гусарського полку Івана Шевича, якою від самого початку командував і облаштовував капітан Костянтин Миколайович Юзбаша.
1764 р. у зв'язку з утворенням Бахмутського гусарського полку в Жовтому Яру (Жовтому) була розквартирована 5 рота цього полку, якою командував секунд-майор Адобаша . Наступного 1765 р. нумерацію рот було змінено і в Жовтому значиться 9 рота. Назва 9 рота залишалась альтернативною до початку ХХ ст. Серед командирів 9 роти відомий капітан Георгій Преліч 
Розпочаті 19 травня 1785 р. клопоти казенних поселян щодо відкриття в їхньому селі церкви за шість років привели до завершення її дерев'яної споруди у вересні 1791 р. і освячення Успенської церкви, що відбулося 29 жовтня 1791 р. Першим священником, рукопокладеним до церкви слободи Жовтої 4 квітня 1789 р., був переведений з села Шульгинки дьякон Антоній Мариновський 
На початок XIX існувало 199 дворових господарств, у яких мешкало 569 чоловіків та 590 жінок.
За даними на 1859 рік у казенному селі Слов'яносербського повіту Катеринославської губернії мешкало 1922 особи (935 чоловіків та 987 жінок), налічувалось 231 дворових господарства, існувала православна церква та переправа через річку Донець, проходило 2 щорічних ярмарки.
Станом на 1886 рік в селі, центрі Слов'яносербської волості (або Слов'яносербсько-Жовтянської), мешкало 2087 осіб, налічувалось 357 дворів, існували православна церква та 2 лавки, відбувалось 2 щорічних ярмарки.
12 липня 2014-го група з 5 бійців батальйону «Айдар» біля села Жовте спустилась з висоти вниз на «Ниві», щоб підібрати місце для встановлення «секрету». В полі при намаганні розвернутись підірвались на закладеному в тому місці фугасі. «Нельс» і «Кац» загинули одразу, «Умар» помер в шпиталі через кілька годин, «Валькірію» і «Святозара» викинуло вибуховою хвилею.

## Населення

### Мова
Розподіл населення за рідною мовою за даними перепису 2001 року:
| Мова            | Кількість | Відсоток |
| --------------- | --------- | -------- |
| російська       | 797       | 60.75%   |
| українська      | 510       | 38.87%   |
| вірменська      | 4         | 0.31%    |
| інші/не вказали | 1         | 0.07%    |
| Усього          | 1312      | 100%     |